# Cita
Cita je žensko osebno ime.

## Izvor imena
Ime Cita je najlaže razlagati kot skrajšano obliko imena Felicita. Druga možnost pa je, da ime izhaja iz italijanskega imena Zita, ki ga razlagajo iz italijanskih besed zita, zitta, ki sta varianti besede citta v pomenu »dekle, devica, deklica«.

## Različice imena
Citka, Zita

## Tujejezikovne oblike imena
- pri Italijanih: Zita

## Pogostost imena
Po podatkih Statističnega urada Republike Slovenije je bilo na dan 31. decembra 2007 v Sloveniji število ženskih oseb z imenom Cita: 105. Med vsemi ženskimi imeni pa je ime Cita po pogostosti uporabe uvrščeno na 574. mesto.

## Osebni praznik
V koledarju je ime Cita zapisano 27. aprila. Glede na možen izvor lahko osebe z imenom Cita godujejo takrat kot Felicite, to je 7. marca.